# Décembre 1899

## Événements
- France : le premier congrès de 1452 organisations socialistes aborde la question de la participation au gouvernement : Jules Guesde est contre, Jean Jaurès pour.

- 2 décembre :
  - traité de Berlin entre le Royaume-Uni, l’Allemagne et les États-Unis. Partage des Samoa entre l’Allemagne et les États-Unis. La Grande-Bretagne abandonne ses droits sur Savaii et Upolu à l’Allemagne et ceux sur Tutuila aux États-Unis.
  - bataille de Tirad Pass, à Luçon (Philippines).

- 7 décembre (Allemagne) : le Reichstag adopte la loi Hohenlohe, qui lève l’interdiction sur la création des associations politiques, permettant à de nouveaux partis de voir le jour.

- 10 décembre : bataille de Stormberg, première des trois batailles de la Semaine noire pour les Britanniques lors de la seconde guerre des Boers

- 11 décembre : bataille de Magersfontein, deuxième des trois batailles de la Semaine noire pour les Britanniques lors de la seconde guerre des Boers

- 12 - 13 décembre (Pretoria) : Winston Churchill s'échappe des prisons boers.

- 15 décembre : bataille de Colenso, troisième des trois batailles de la Semaine noire pour les Britanniques lors de la seconde guerre des Boers

## Naissances
- 1er décembre : Eileen Agar, peintre et photographe anglaise († 17 novembre 1991).
- 4 décembre : Elfriede Lohse-Wächtler, peintre allemande († 31 juillet 1940).
- 10 décembre : 
  - Nicanor Villalta, matador espagnol (selon certains biographes, il serait en réalité né le 20 novembre 1897) († 6 janvier 1980).
  - Verdo Elmore,  voltigeur de baseball américain († 5 août 1969).
- 18 décembre : Karl Abt, peintre allemand († 28 novembre 1985).
- 25 décembre :
  - Frank Ferguson, acteur américain († 12 septembre 1978).
  - Humphrey Bogart, acteur américain († 14 janvier 1957).

## Décès
- 15 décembre : Numa Droz, homme politique suisse (° 27 janvier 1844).
- 25 décembre :
  - Jacques-Joseph Brassine, général et homme politique belge (° 12 octobre 1830).
  - Elliott Coues, médecin-militaire, historien, auteur et ornithologue américain (° 9 septembre 1842).